# 하의 (후한)
하의(何儀, ? ~ ?)는 중국 후한 말의 무장이다.

## 행적
유벽, 황소, 하만 등과 함께 각각 수만 명의 군사를 거느리고 원술과 손견에게 접근했다.
196년, 조조의 공격으로 황소가 살해당했으며 하의와 유벽의 군대는 모두 항복했다.

## 삼국지연의의 묘사
황소, 하만과 함께 여남, 영천 등을 휩쓸다가 조조군의 공격으로 도주 중 허저에게 붙잡혔고 허저가 조조의 부하가 되자 인도되어 살해당했다.